# بني كلثوم
بني كلثوم الواقعة جنوب شرقي معتمدية مساكن بولاية سوسة كانت مجرد مساكن بدائية متفرقة قبل الاحتلال الروماني الذي جلب لها المعمرين ووزعهم على المناطق والأراضي الخصبة.

## التسمية
سُميت هذه القرية الصغيرة البربرية الأصل (بني كلثوم) إثر الفتح الإسلامي عندما استقرت أم كلثوم ابنة علي بن أبي طالب وأمها فاطمة بنت محمد وبعد بناء القيروان، رجعت أم كلثوم وزوجها عبد الله إلى القرية حيث قامت ببناء جامع (مقر الولي الصالح أبو عبد الله حاليا)

## تاريخ
بعد الاستقلال من الاحتلال الفرنسي، بدأت الحياة تدب في القرية بنمط جديد حسب توجهات سياسة الدولة في ذلك الوقت، وبمرور الزمن وانتشار العلم والمعرفة وتعاقب الأحداث السياسية، عرفت المنطقة تطورات كبيرة وسريعة، منها وجود المستوصف ومكتب البريد وخلية إرشاد فلاحي وشعبة ترابية وحي سكني جديد، ومد خطوط الهاتف وقنوات التطهير، وتعبيد الطرقات وبناء جامع ثان بالحي الجديد، كما شمل هذا التطور مدرستنا من حيث طرق التدريس (الكفايات الأساسية) ووسائله، حيث تم تركيز قاعة إعلامية مجهزة بالإنترن والشبكات اللاسلكية.

## تراث
- الجامع القديم[3]

## وصلة خارجية
- وزارة الداخلية التونسية